# Melinda Snodgrass

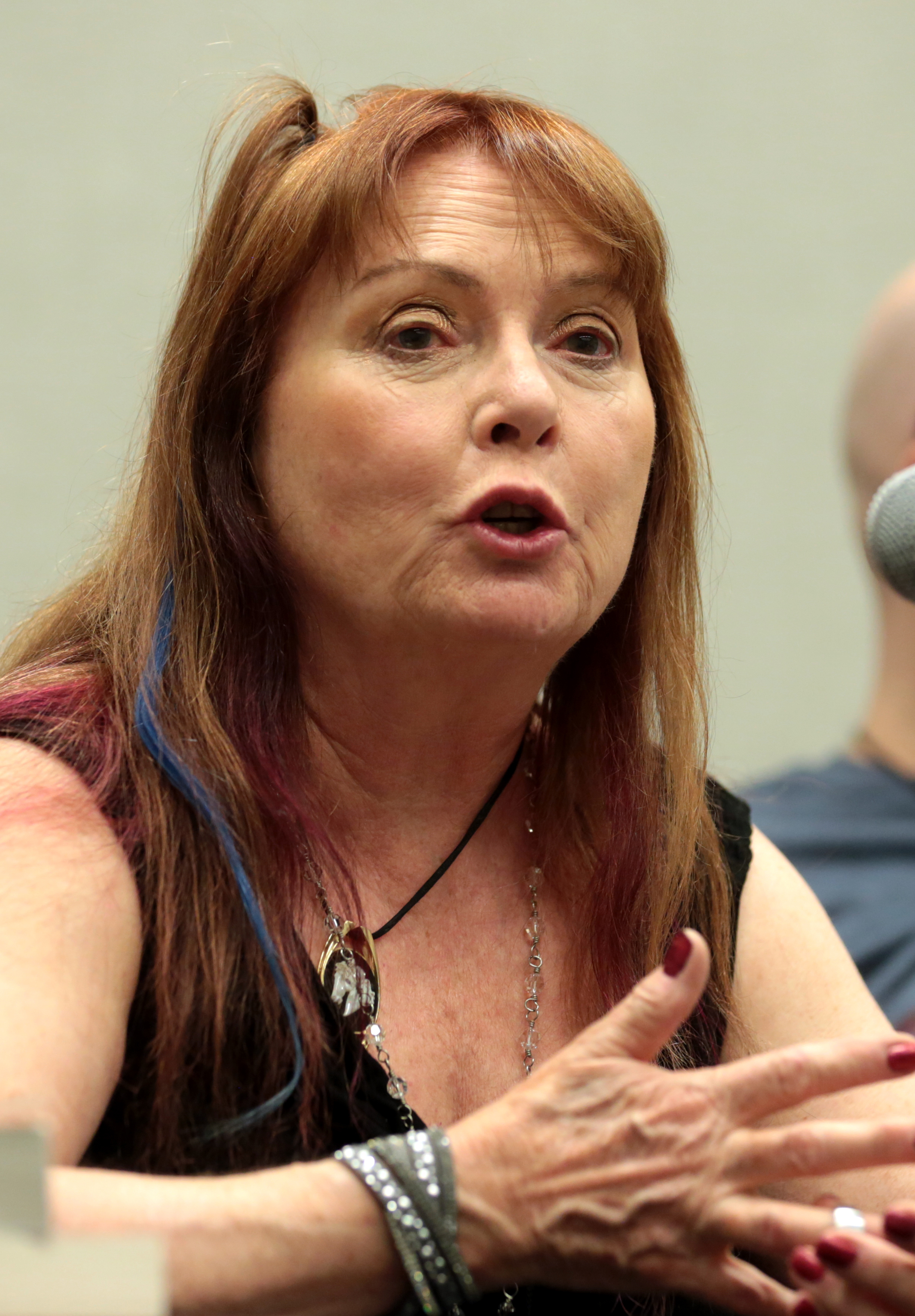
Melinda Snodgrass (2018)

Melinda Marilyn Snodgrass (* 27. November  1951 in Los Angeles, Kalifornien) ist eine US-amerikanische Schriftstellerin, Drehbuchautorin und Produzentin im Bereich Science-Fiction und Fantasy. Sie publiziert auch unter dem Pseudonym Phillipa Bornikova.

## Leben
Melinda Snodgrass wurde in Los Angeles geboren, wuchs aber in Albuquerque, New Mexico auf, wohin ihre Familie übersiedelte, als sie erst fünf Monate alt war. Sie lernte zunächst Ballett, Gesang und Klavier. Dafür kam sie zeitweise nach Österreich und studierte am Konservatorium der Stadt Wien. Nach ihrer Rückkehr nach Amerika verschob sich allerdings ihr Interessenschwerpunkt und sie studierte nun als Hauptfach Geschichte und Musik nur noch als Nebenfach. Dieses Studium schloss sie zwar mit der Note Magna cum laude ab, aufgrund schlechter Karriereaussichten begann sie jedoch ein Zweitstudium der Rechtswissenschaft an der New Mexico School of Law. Nach dem Abschluss arbeitete sie drei Jahre lang als Juristin.
Ermutigt von Victor Milán begann Snodgrass in den 1980er Jahren, Science-Fiction-Geschichten zu schreiben. Ihr erstes Werk war der 1984 erschienene Star-Trek-Roman The Tears of the Singers (deutsch: Die Tränen der Sänger). Im gleichen Jahr entwickelte sie zusammen mit George R. R. Martin die Wild Cards-Serie, eine Reihe von Kurzgeschichten-Anthologien und Romanen über eine von Superhelden bevölkerte Alternativwelt. Der erste von bislang 27 Bänden (Stand: August 2019) erschien 1987. Zwischen 1986 und 1988 veröffentlichte Snodgrass zudem die dreibändige Curcuit-Reihe über einen Richter, der durch das Sonnensystem reist.
Auf Drängen Martins begann Snodgrass ab 1988 auch als Drehbuchautorin zu arbeiten. Sie schrieb zunächst ohne Auftrag ein Drehbuch für die Serie Raumschiff Enterprise – Das nächste Jahrhundert, das die Produktionsfirma Paramount überzeugte und schließlich in der zweiten Staffel der Serie unter dem Titel The Measure of a Man (deutsch: Wem gehört Data?) verfilmt wurde. Als einzige Folge der Serie wurde The Measure of a Man von der Writers Guild of America für einen WGA Award nominiert. Nach diesem ersten Erfolg war Snodgrass bis 1990 noch an 15 weiteren Drehbüchern der Serie beteiligt. Bis 2002 schrieb sie noch für elf weitere Fernsehserien und -filme, darunter zwischen 1998 und 1999 auch für die Serie Profiler, für die sie zusätzlich als consulting producer tätig war.
2002 beendete Snodgrass ihre Karriere als Drehbuchautorin und wurde Managerin in einem kleinen Erdgas-Unternehmen in New Mexico, das ihr Vater bis zu seinem Tod 1977 geleitet hatte. Daneben ist sie weiterhin als Schriftstellerin tätig.

## Bibliografie
Romane
- Star Trek
  - The Tears of the Singers, 1984 (deutsch: Die Tränen der Sänger, 1988)
- Circuit-Reihe
  - Circuit, 1986
  - Circuit Breaker, 1987
  - Final Circuit, 1988
- mit Victor Milán: Runespear, 1987
- Queen's Gambit Declined, 1989
- Wild Cards-Reihe
  - Double Solitaire, 1992
- Richard Oort-Reihe
  - The Edge of Reason, 2008
  - The Edge of Ruin, 2010
  - The Edge of Dawn, 2015
- The Imperials Saga
  - The High Ground, 2016
  - In Evil Times, 2017
  - The Hidden World, 2018
  - The Currency of War, 2019

Romane als Phillipa Bornikova
- Linnet-Ellery-Reihe
  - This Case Is Gonna Kill Me, 2012
  - Box Office Poison, 2013
  - Publish and Perish, 2018

Kurzgeschichten und Mosaikromane
- Wild Cards-Reihe
  - Degradation Rites (deutsch: Erniedrigungsrituale) in: Wild Cards, 1987 (deutsch: Wild Cards 1 – Vier Asse, 1996)
  - Relative Difficulties (deutsch: Verwandtschaftsprobleme) in: Aces High, 1987 (deutsch: Wild Cards 4 – Schlechte Karten, 1996)
  - Roulette (deutsch: Roulette) in: Jokers Wild, 1987 (deutsch: Wild Cards 5 – Wilde Joker, 1997)
  - Mirrors of The Soul (deutsch: Spiegel der Seele) in: Aces Abroad, 1988 (deutsch: Wild Cards 6 – Asse im Einsatz, 1997)
  - Blood Ties (deutsch: Blutsbande) in: Down and Dirty, 1988 (deutsch: Wild Cards 7 – Nur Tote kennen Jokertown, Wild Cards 8 – Konzert für Sirenen und Serotonin, 1998)
  - Dr. Tachyon (deutsch: Dr. Tachyon) in: Ace in the Hole, 1990 (deutsch: Wild Cards 9 – Terror und Dr. Tachyon, Wild Cards 10 – Ein As in der Hinterhand, 1999)
  - The Devil's Triangle in: One-Eyed Jacks, 1991
  - Lovers in: Jokertown Shuffle, 1991
  - The Crooked Man in: Card Sharks, 1993
  - A Dose of Reality in: Markes Cards, 1994
  - A Face for the Cutting Room Floor in: Deuces Town, 2002
  - Dark of the Moon (deutsch: Die dunkle Seite des Mondes) in: Inside Straight, 2008 (deutsch: Das Spiel der Spiele, 2014)
  - Star Power (deutsch: Die Macht der Stars) in: Inside Straight, 2008 (deutsch: Das Spiel der Spiele, 2014)
  - Blood on the Sun (deutsch: Spionage in Fernost) in: Inside Straight, 2008 (deutsch: Das Spiel der Spiele, 2014)
  - Double Helix (deutsch: Double Helix) in: Busted Flush, 2008 (deutsch: Der Sieg der Verlierer, 2015)
  - Noel "Double Helix" Matthews (deutsch: Noel "Double Helix" Matthews) in: Suicide Kings, 2009 (deutsch: Der höchste Einsatz, 2016)
  - The Rook in: Fort Freak, 2011 (deutsch: Wild Cards – Die Cops von Jokertown, 2018)
  - Galahad in Blue in: Lowball, 2014 (deutsch: Wild Cards – Die Gladiatoren von Jokertown, 2019)
  - Francis Xavier "Franny" Black in: High Stakes, 2016 (deutsch: Wild Cards – Die Hexe von Jokertown, 2019)
  - The Sister in the Streets in: Low Chicago, 2018
  - The Ceremony of Innocence in: Knaves over Queens, 2019
- Richard Oort-Reihe
  - A Token of a Better Age, 2009
  - No Mystery, No Miracle, 2011
- The Imperials Saga
  - A Gift Though Small, 2009
  - The Wayfarer’s Advice, 2010
  - The Hands That Are Not There, 2013 (deutsch: Die Hände, die nicht da sind, 2015)
- Requiem, 1987
- Futures Yet Unseen, 1988
- Silent Voices of the Clay, 1990
- Written in the Dust, 2013
- When the Devil Drives, 2017

## Filmografie
Als Drehbuchautorin
- 1989–1990: Raumschiff Enterprise – Das nächste Jahrhundert (Fernsehserie, 16 Folgen)
- 1991: L.A. Law – Staranwälte, Tricks, Prozesse (Fernsehserie, eine Folge)
- 1991: Beyond Reality (Fernsehserie, eine Folge)
- 1992–1993: Die Staatsanwältin und der Cop (Fernsehserie, eine Folge)
- 1993: seaQuest DSV (Fernsehserie, eine Folge)
- 1994: Gefangen im All (Fernsehfilm)
- 1995: Strange Luck – Dem Zufall auf der Spur (Fernsehserie, eine Folge)
- 1995–2000: Outer Limits – Die unbekannte Dimension (Fernsehserie, fünf Folgen)
- 1996: Star Command – Gefecht im All (Fernsehfilm)
- 1996: Sliders – Das Tor in eine fremde Dimension (Fernsehserie, eine Folge)
- 1998–1999: Profiler (Fernsehserie, vier Folgen)
- 2003: Odyssey 5 (Fernsehserie, eine Folge)

Als Produzentin
- 1996: Star Command – Gefecht im All (Fernsehfilm)
- 1998–1999: Profiler (Fernsehserie, 13 Folgen)

Gastauftritte und Interviews
- 2014: William Shatner Presents: Chaos on the Bridge (Dokumentation)
- 2015: Durch die Nacht mit … (Dokumentarserie, Folge 126 mit Sibel Kekilli und George R. R. Martin)

## Auszeichnungen und Nominierungen
|      | Ergebnis  | Kategorie                                                                          | Award                          |
| 1987 | Nominiert | Bester Roman (Circuit)                                                             | Prometheus Award               |
| 1988 | Nominiert | Bester Roman (Circuit Breaker)                                                     | Prometheus Award               |
| 1989 | Nominiert | Bester Roman (Final Circuit)                                                       | Prometheus Award               |
| 1989 | Nominiert | Episodic Drama (Raumschiff Enterprise – Das nächste Jahrhundert, Wem gehört Data?) | Writers Guild of America Award |
| 1990 | Platz 21  | Bester Roman (Queen's Gambit Declined)                                             | Locus Award                    |
| 2001 | Nominiert | Raumschiff Enterprise – Das nächste Jahrhundert, Wem gehört Data?                  | Prometheus Hall of Fame Award  |